# 威博格 (肯塔基州)
威博格（英語：Wiborg）是位於美國肯塔基州麥克雷里縣的一個非建制地區。

## 地理
威博格所處的海拔為高於海平面414米（即1358英呎），而該地所採用的時區為UTC-5，即北美東部時區（EST）。同時該地設有夏令時間，為UTC-5調快一小時，即UTC-4（EDT）。